# 藤原為信 (鎌倉時代)
藤原 為信（ふじわら の ためのぶ）は、鎌倉時代後期の公卿、画家、歌人。

## 略歴
生家は藤原北家国経流の嫡家で、右馬頭伊信の子。初名は為行。文応2年（1261年）14歳で叙爵。文永3年（1266年）中務少輔に任じ、以後左京権大夫、左馬権頭、刑部卿を歴任。政治的には安嘉門院、大覚寺統に近かったとする説がある。嘉元元年（1303年）皇太子富仁親王の読書始において、関白二条兼基の陪膳役を務めている。また一時期鎌倉に下向していた時期があり、関東で詠んだとされる和歌が数首残る。同じく在鎌倉の冷泉為相や二条為道と交流があった。
嘉元2年（1304年）57歳の時、散位で従三位に進み、祖父以来の公卿に列する。嘉元4年（1306年）出家して官を辞す。没年は知られないが、薨去の際に存命だった嫡男の為理は正和5年（1316年）に没しているため、それ以前ということになる。

## 文化活動
為信の家は高祖父隆信以来似絵を伝えた家系であり、曾祖父信実、祖父為継もまた隆信派の名人として知られた。為信自身も似絵をよくし、代表作に『賀茂祭絵詞』『天子影』がある。歌人としては歌集『為信集』がある。子には隆信流を継承した豪信、浄土宗西山派の僧として著名な実導がいる。

## 官歴
※出典のない項目はいずれも『公卿補任』嘉元二年条による。
- 文応2年（1261年）：従五位下
- 文永3年（1266年）9月26日：中務少輔
- 文永8年（1271年）1月5日：従五位上、9月27日：中務少輔
- 弘安4年（1281年）4月6日：正五位下
- 弘安8年（1285年）1月5日：従四位下
- 弘安11年（1288年）2月21日：従四位上
- 正応2年（1289年）4月17日：左京権大夫、8月1日：左馬権頭
- 正応4年（1291年）2月25日：正四位下、止左京権大夫
- 正安2年（1300年）刑部卿
- 嘉元2年（1304年）3月22日：従三位
- 嘉元4年（1306年）9月7日：出家[8]